# Museo Nacional de Historia de Ucrania
El Museo Nacional de Historia de Ucrania se encuentra ubicado en Kiev, Ucrania, y muestra la historia del país desde la Antigüedad hasta la actualidad. Está considerado como uno de los principales museos de Ucrania con más de 800.000 objetos en su colección, de los cuales 22.000 se encuentran expuestos en la colección permanente. El museo alberga numerosas obras arqueológicas, numismáticas, etnográficas y militares de relevancia internacional, así como piezas decorativas, manuscritos y reliquias del movimiento de liberación ucraniana en el siglo XX.

## Historia

### Fundación
El museo fue fundado a raíz de las actividades derivadas de una exposición arqueológica en Kiev en 1899 y se denominaba  Museo de Arte y Antigüedades. Se ubicó en un edificio diseñado por el arquitecto Wladyslaw Horodecki, cuya construcción, que recibió donaciones corrieron a cargo de los kievitas, no había concluido todavía. El primer departamento que se creó en el museo fue el de Arqueología, dirigido por el arqueólogo ucraniano Vikentiy Khvoyka. Mykola Biliashivsky fue el primer director del museo desde 1902 y jugó un papel muy relevante en la formación de sus colecciones.

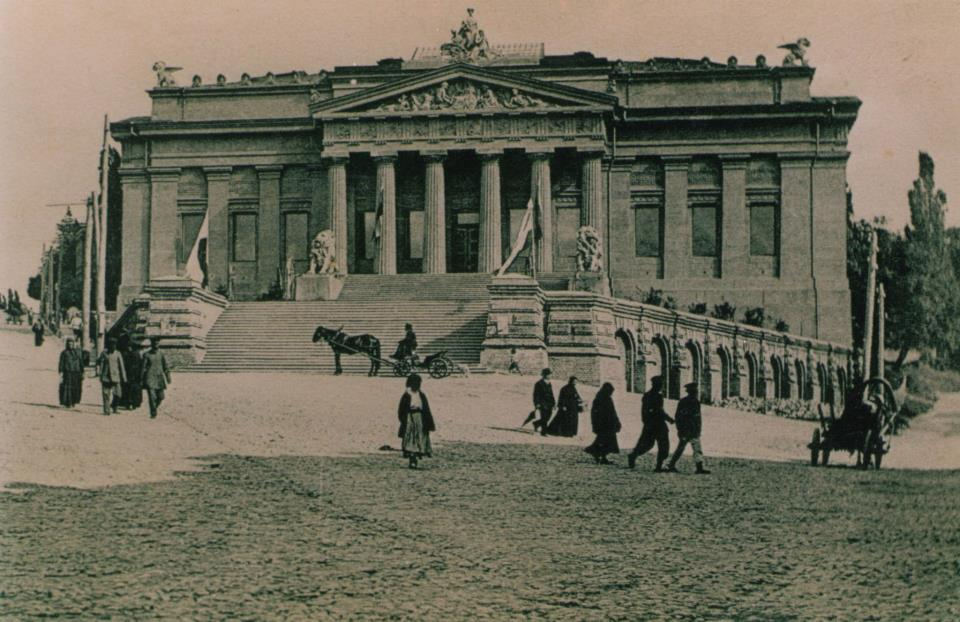
El Museo de Arte, Industria y Ciencia de Kiev en 1904.

En 1904 el museo fue inaugurado por el zar Nicolás II de Rusia como el Museo de Arte, Industria y Ciencia de Kiev. La institución estaba subvencionada por mecenas, incluyendo las familias Tereshchenko y Khanenko, quienes financiaron expediciones arqueológicas y ayudaron a crear colecciones con objetos históricos y etnográficos. Las colecciones fueron aumentando significativamente con el tiempo gracias a Danilo Shcherbakivsky, director de los departamentos de Historia y Etnografía. El estallido de la Primera Guerra Mundial en 1914 dio paso a un nuevo comienzo para el museo, debido a que se mantuvo abierto durante toda la contienda, atrayendo a visitantes y aumentando su colección.

### Periodo soviético
El papel ideológico y educativo del museo creció durante la Guerra de independencia de Ucrania entre 1917 y 1921. La conquista de Ucrania por los bolcheviques tuvo como consecuencia la nacionalización de todas las instituciones culturales. En 1919, las autoridades soviéticas declararon el Museo de Arte, Industria y Ciencia de Kiev propiedad del Estado y lo renombrado como Museo del Primer Estado. Los fondos aumentaron debido a la nacionalización de las colecciones privadas.

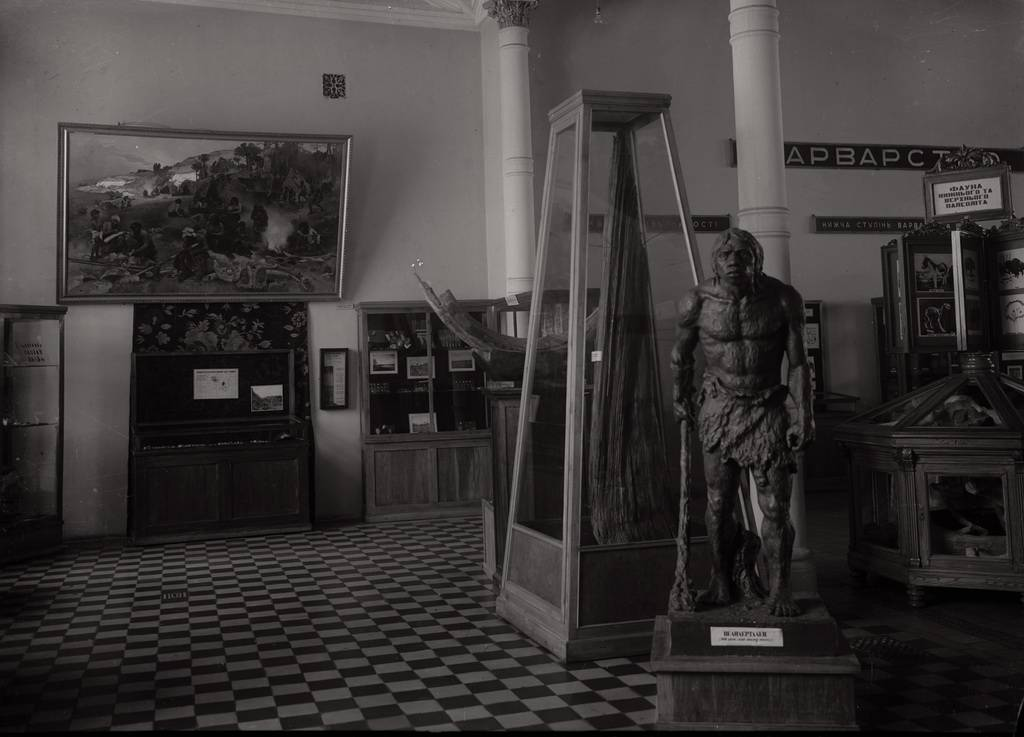
Una de las antiguas salas del museo en 1940.

En 1924 el museo fue renombrado como Museo de Historia Ucraniana Taras Shevchenko, que también albergó una escuela de posgrado donde los alumnos se especializaban en arte, arqueología y etnografía. En 1934 fue desalojado de su sede primigenia, únicamente los departamentos de arte e industria permanecieron en el mismo edificio. Dos años más tarde, se constituyó el Museo del Estado Ucraniano, actualmente el Museo Nacional de Arte de Ucrania. El resto de las piezas, así como otras de diversos museos, fueron trasladadas al Monasterio de las Cuevas, un antiguo lugar de culto donde la Unión Soviética llevaba a cabo su propaganda antirreligiosa, y crearon el llamado Museo del Pueblo.
La mayoría de las colecciones del museo se evacuaron al Museo de Arte Bashkir Nesterov en Ufá cuando la Unión Soviética fue atacada por la Alemania Nazi durante la Segunda Guerra Mundial, regresando a Kiev en 1944. Durante la ocupación nazi, las piezas que quedaron en el Monasterio fueron empaquetadas por el arqueólogo húngaro Nandor Fettich, enviándolas a Alemania entre 1941 y 1943. La mayoría de las piezas se mantuvieron en el castillo de Hochstedt hasta la caída de la Alemania Nazi, cuando quedaron en poder de Estados Unidos, quienes las entregaron en Múnich y regresando a Kiev en 1947.

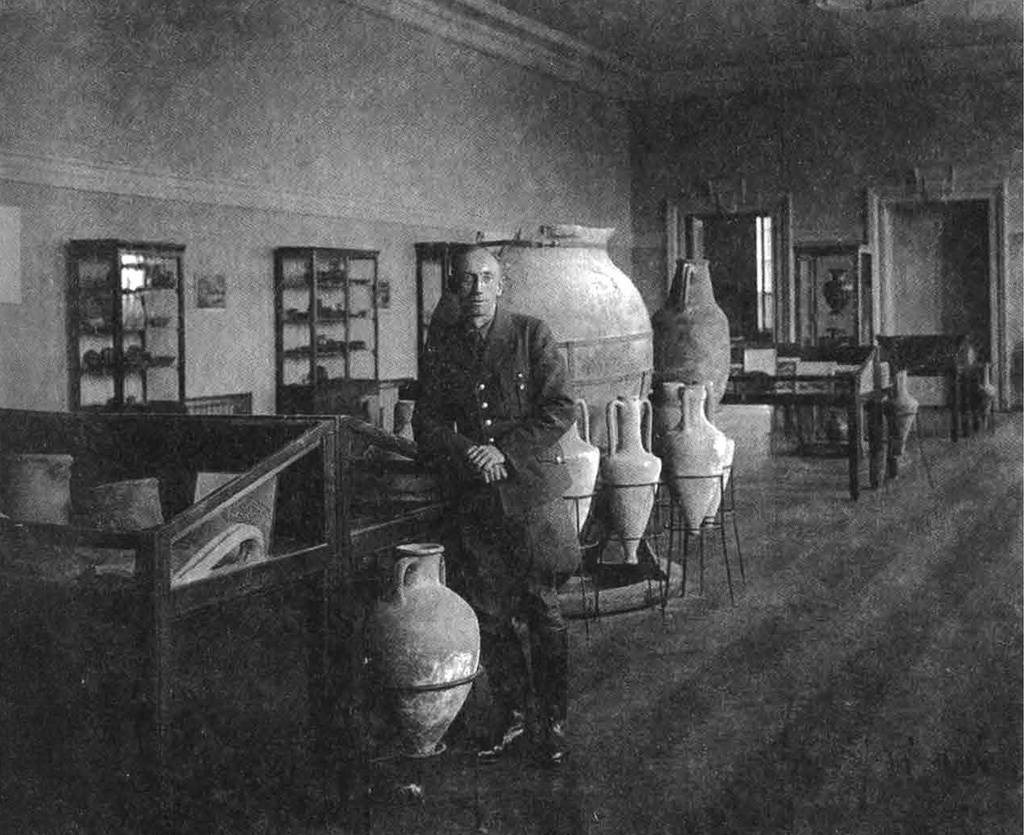
La antigua exposición de Historia Antigua del museo en 1942.

Tras la liberación de Kiev por la Unión Soviética en noviembre de 1943, el museo volvió a retomar sus actividades. En mayo de 1944 se instaló en el edificio donde continúa en la actualidad, una antigua escuela de arte diseñada por Joseph Karakis, aunque la inauguración y la apertura al público se produjo en 1948. Durante la guerra se perdieron numerosas obras, por lo que se reemplazaron con colecciones de expediciones militares y arqueológicas, así como intercambios con otros museos de Kiev, Leópolis, Odesa y Chernígov.
En 1977 el museo renovó su exposición con la configuración que mantiene en la actualidad. Sus colecciones se convirtieron en la base para otros museos. Por ejemplo, 18.000 piezas fueron trasladadas al Museo Nacional de Historia de Ucrania en la Segunda Guerra Mundial. La Fortaleza de Kiev fue la primera subsede del museo y recibió más de 600 donaciones de su sede matriz. Durante el Estancamiento brezhneviano, el museo trabajó para aumentar el prestigio del Estado soviético y glorificar el papel principal del Partido Comunista de la Unión Soviética.

### Independencia de Ucrania

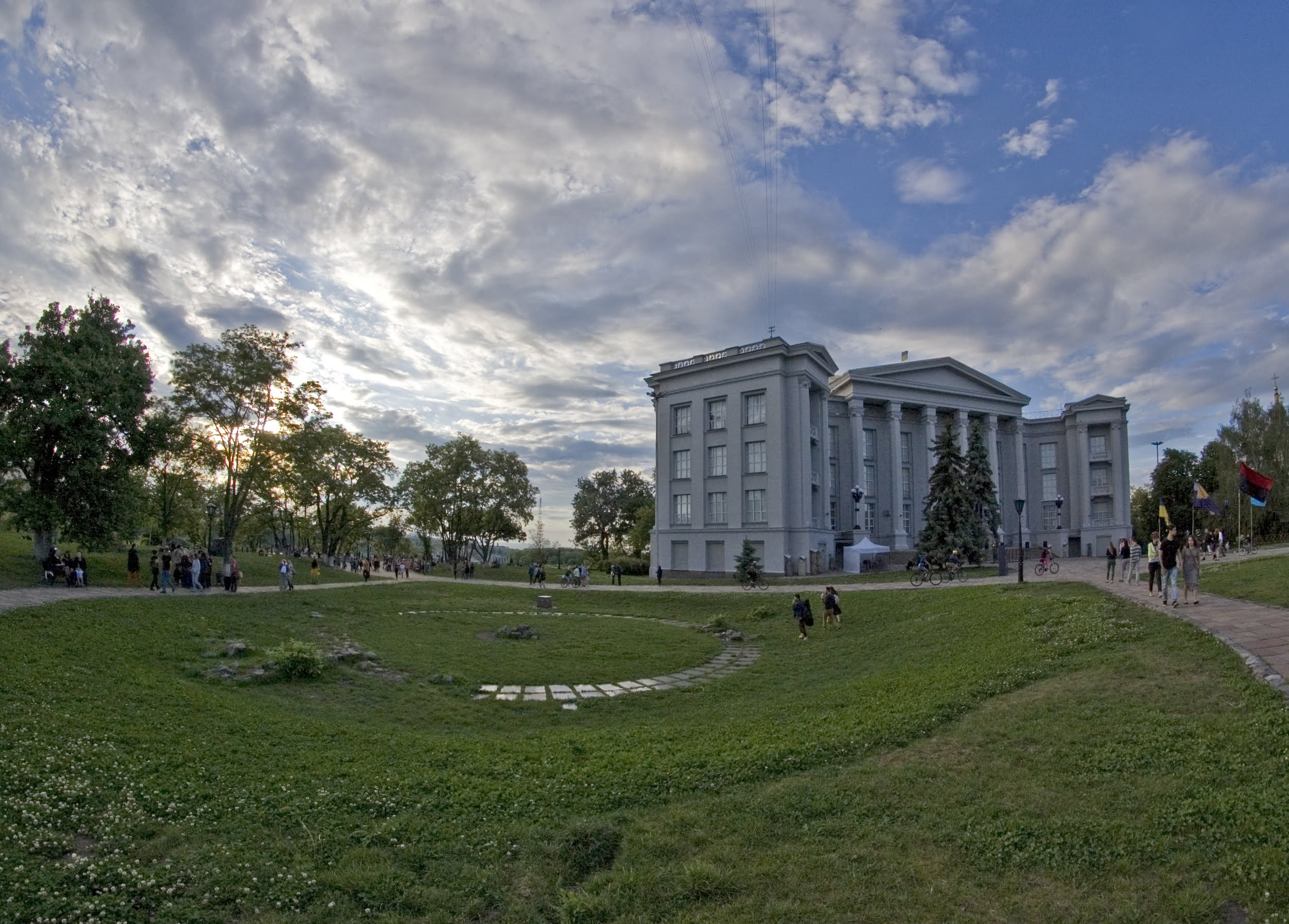
La sede actual del museo y sus alrededores en 2018.

En 1991, tras la declaración de independencia de Ucrania, el Museo Histórico del Estado de la República Socialista Soviética de Ucrania fue renombrado como Museo Nacional de la Historia de Ucrania. La institución comenzó a realizar proyectos sobre la Cultura de Cucuteni, la iglesia de los Diezmos, la Hambruna de 1932-33 o la historia de la joyería, entre otros.
Asimismo, comenzaron a producirse proyectos internacionales como la exposición «Ucrania-Suecia: un cruce en la historia (siglos XVII-XVIII)», que fue visitada por el rey de Suecia Carlos XVI Gustavo; mientras que el museo también realizó diversas exposiciones por toda Europa, América del Norte e incluso Asia.
En 2020 el museo comenzó a usar su nuevo logo, MIST. Este término en el alfabeto cirílico significa en ucraniano «puente», una combinación de las palabras «museo» e «histórico», y tiene como objetivo mostrar el nuevo camino emprendido por el museo como un puente entre el pasado y el futuro.

## Colecciones

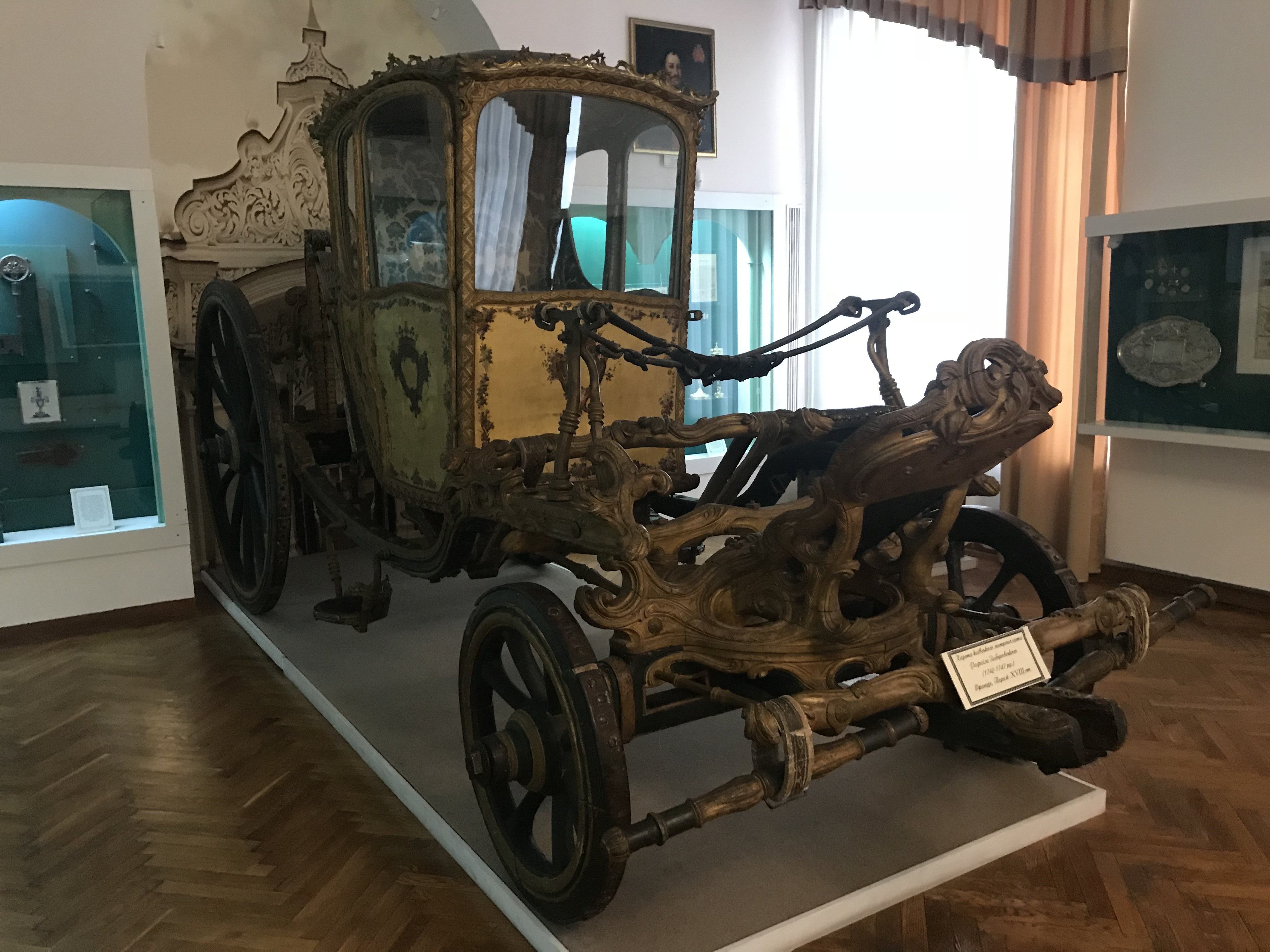
Carruaje del.

El museo alberga más de 22.000 piezas en su colección permanente, pertenecientes a diversos yacimientos de toda Ucrania, desde la Prehistoria hasta la actualidad. Algunas de ellas son las siguientes:
- primeras herramientas primitivas con milenios de antigüedad;
- las primeras joyas de la Edad de Piedra, incluyendo un brazalete de colmillo de mamut;
- cerámica de Cucuteni;
- armas y equipamiento equino escitas y sármatas, y orfebrería zoomórfica;
- utensilios y joyería de la Antigua Grecia;
- monedas de oro y plata donde aparecen tridentes, un distintivo personal del príncipe Vladimiro I, fundador de la Rus de Kiev;
- grivnas de la Rus de Kiev y basas con tridentes;
- actas legales reglamentarias y declaraciones de los hetmans;
- armas y estandartes cosacos;
- carruaje del obispo metropolitano de Kiev;
- mobiliario, vajilla y otros utensilios del siglo XIX.

La página oficial del museo ofrece una visita guiada virtual por las colecciones. Además, existen excursiones interactivas regularmente para niños y adultos, así como visitas teatralizadas nocturnas y excursiones temáticas.

## Otras sedes

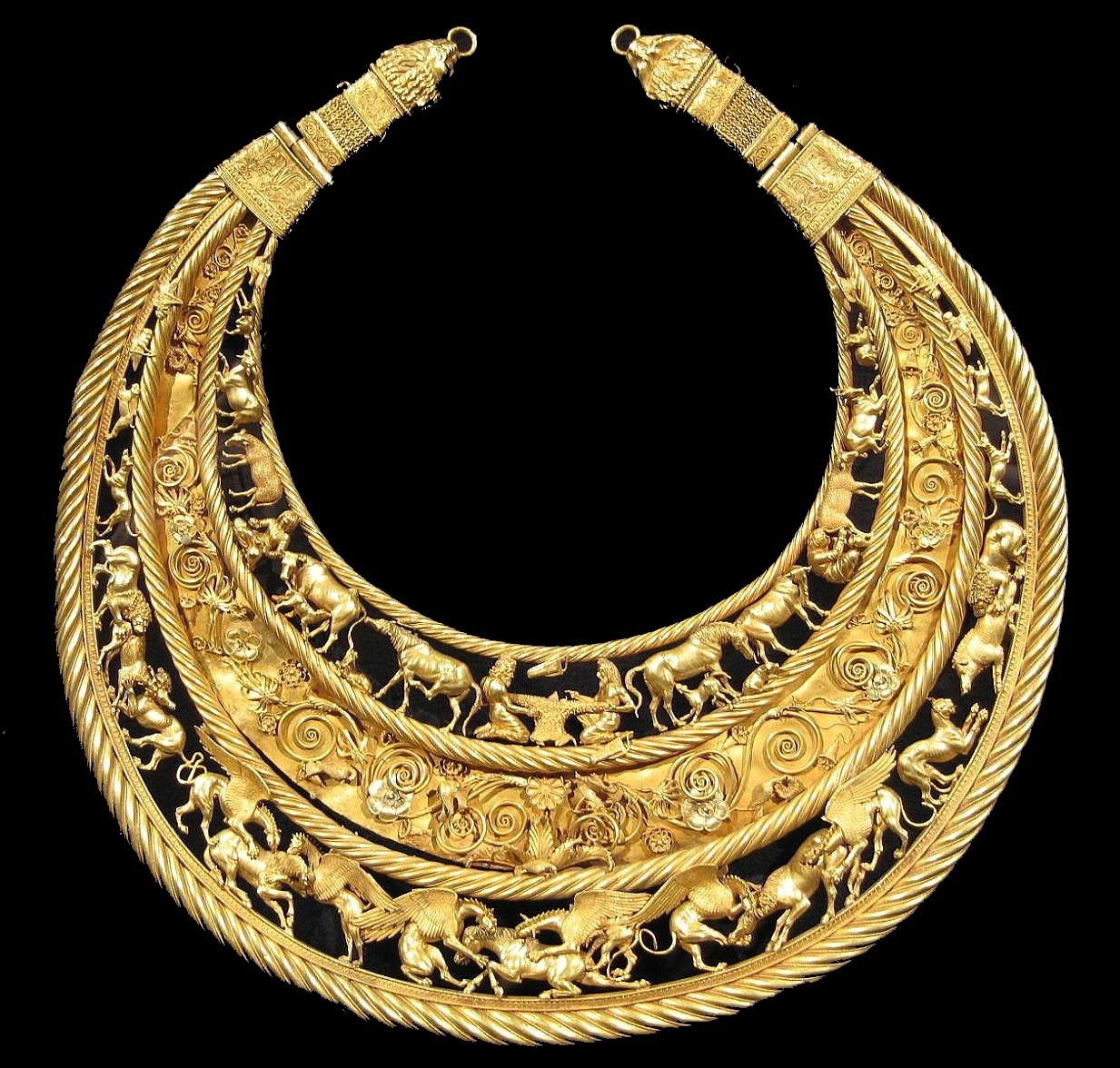
Pectoral dorado de Tovsta Mohyla del siglo IV a. C. de época escita. Tesoro del Museo Nacional de Historia de Ucrania en el Monasterio de las Cuevas.

El Museo de la Revolución Ucraniana de 1917-21 se encuentra en la sede principal desde 2020. El museo exhibe los documentos originales de las tres actas reglamentarias del Consejo Central Ucraniano, así como documentos y objetos personales de los líderes de la Guerra de Independencia de Ucrania.
El Tesoro del Museo Nacional de Historia de Ucrania, también conocido como «el tesoro dorado de Ucrania», es una sede del Museo Nacional de Historia de Ucrania que se encuentra en el Monasterio de las Cuevas de Kiev. Con una cronología que abarca desde la Edad de Bronce (3.000 a. C.) hasta la actualidad, alberga más de 56.000 piezas realizadas en oro, plata y gemas que incluyen obras maestras del periodo escita, así como de la época de la Rus de Kiev y creaciones de joyería ucraniana datados entre los siglos XIV y XX. El museo también exhibe el célebre Pectoral dorado de Tovsta Mohyla.